# Curtis Granderson

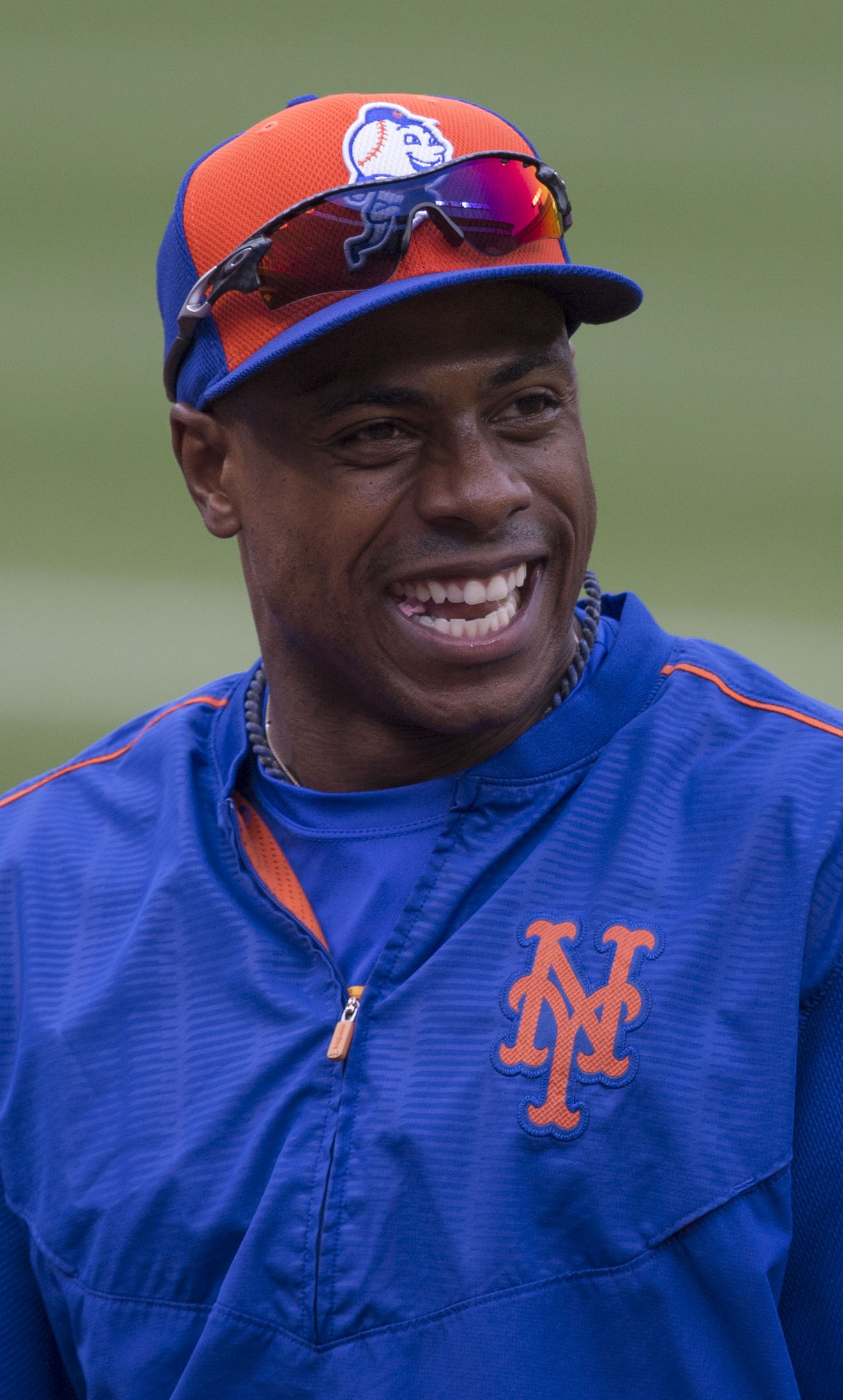
Curtis Granderson i New York Mets dräkt 2015.

Curtis Granderson Jr, född den 16 mars 1981 i Blue Island i Illinois, är en amerikansk före detta professionell basebollspelare som spelade 16 säsonger i Major League Baseball (MLB) 2004–2019. Granderson var outfielder, främst centerfielder.
Granderson draftades 2002 av Detroit Tigers som 80:e spelare totalt och spelade i MLB för Tigers (2004–2009), New York Yankees (2010–2013), New York Mets (2014–2017), Los Angeles Dodgers (2017), Toronto Blue Jays (2018), Milwaukee Brewers (2018) och Miami Marlins (2019).
Granderson togs ut till tre all star-matcher (2009 och 2011–2012) och vann en Silver Slugger Award (2011). Statistiskt var han bäst i American League i triples två säsonger (2007–2008) samt i RBI:s (inslagna poäng) och poäng en säsong (2011). Totalt under karriären spelade han 2 057 matcher i grundserien med ett slaggenomsnitt på 0,249, 344 homeruns och 937 RBI:s.
Granderson representerade USA vid World Baseball Classic 2009. Han spelade sju matcher och hade ett slaggenomsnitt på 0,235, inga homeruns och två RBI:s.